# پلانو، کنتاکی
پلانو (به انگلیسی: Plano) یک منطقهٔ مسکونی در ایالات متحده آمریکا است که در کنتاکی واقع شده‌است. پلانو ۱٬۱۱۷ نفر جمعیت دارد.